# Página Virada
Página Virada é o vigésimo oitavo álbum da cantora brasileira Shirley Carvalhaes, lançado no ano de 2005 pela gravadora Art Gospel.

## Faixas
1. Esta Benção é pra Você (Fabiano Barcelos) - 5:12
2. Hora de Vencer (Jonas Medeiros) - 3:33
3. Página virada (Emanuel de Albertin) - 4:42
4. Chega de sofrer (Jonas Medeiros) - 5:03
5. Pra te abençoar (Ronaldo Martins) - 3:45
6. O Menino e o Gigante (Léo de Jesus) - 5:29
7. Não desista dos teus Sonhos (Wanderly Macedo) - 3:48
8. Quem te viu, verá (Fabiano Barcelos) - 5:25
9. Neste nome tem poder (Ronaldo Martins) - 3:30
10. Escudo forte (Ronaldo Martins) - 5:14
11. Cidade linda (Marcelo Victor) - 5:46
12. Vai Moisés (Daniel e Samuel) - 4:02
13. Voz do Coração (Cláudio Espíndola) - 4:28
14. Madrugada de Mistério (Emanuel de Albertin) - 6:08

## Créditos
- Produção e Direção Executiva: Art Gospel
- Gravado, Mixado e Masterizado no Reuel VIP
- Técnicos de Gravação: Gerê Fontes Jr. e Paulo Fontes
- Auxiliar: Markinhos Ferreira
- Mixagem: Gerê Fontes Jr. e Paulo Fontes
- Fotos e Direção de Arte: Sérgio Menezes
- Projeto Gráfico: Digital Design

Nas faixas 1, 2, 4, 5, 6, 13 e 14:
- Arranjos e Produção Musical: Jairinho Manhães
- Piano: Ronny Barbosa
- Bateria: Sidão Pires
- Baixo: Marcos Natto
- Teclados e Loop: Silvinho Santos
- Violão Aço e Nylon: Mindinho
- Percussão: Zé Leal
- Guitarra Base e Drive: Mindinho
- Violão Flamenco: Mauro Costa Jr.
- Trumpete: Márcio André
- Sax Tenor: Marcos Bonfim
- Trombone: Roby Olicar
- Acordeon: Lenno Maia
- Vocal: Kátia Santana, Josy Bonfim, Sula Maia, Wilian Nascimento, Robson Olicar e Jairo Bonfim
- Violinos: Alexandre Brasolim, Paulo Torres, Silvanira Bermudes e Francisco Freitas Jr.
- Técnico de Gravação: Beto Japa
- Arregimentação: Michele Passos
- Gravação de Cordas no Estúdio Trilhas Urbanas (Curitiba-PR)

Nas faixas 3, 7, 8, 9, 10, 11 e 12:
- Arranjos e Produção Musical: Merewilton Lages
- Teclados: Merewilton Lages e Ronny Barbosa
- Bateria: Alexandre Aposan
- Baixo: Laurente Gomes
- Guitarras: Caio Carvalho, Wesley Ros e João Neto
- Violões Solo e Base: Merewilton Lages
- Flauta e Sax Soprano: Hilquias Alves
- Acordeon: Agostinho Hipólito
- Percussão e Locução: Merewilton Lages
- Trumpetes: Mauro Boim
- Trombone: Marcelo Boim
- Sax Soprano: Amintas Brasileiro
- Trompas: Joel
- Oboé: Fernando Lira
- Violinos: Aramís, Pedro, Robson, Ebenézer e Dalton Nunes
- Violas: José Eduardo
- Cello: Cristina
- Vocal: Milena Dias, Lucilene Débora, Magno Nascimento, Daianne, Kris Karen e Toninho
- Arranjos de Cordas e Metais: Merewilton Lages e Ronaldo Oliveira